# Rostmussmyg
Rostmussmyg (Origma murina) är en fågel i familjen taggnäbbar inom ordningen tättingar.

## Utseende och läte
Rostmussmyg är en liten fågel med roströd undersida och gråbrun rygg som övergår i svart på hjässans främre del. Hakan och övre delen av strupen är vit. Fåglar på Aruöarna är vitare undertill. Arten liknar kastanjebusksmygen, men ses vanligen på lägre höjd och är vit snarare än roströd på strupen. Sången består av en något tonlös och ljust visslande serie.

## Utbredning och systematik
Rostmussmyg förekommer i låglänta skogar på och kring Nya Guinea och delas in i fem underarter med följande utbredning:
- murina – Salawati och Yapen
- monacha – Aruöarna
- pallida – Trans Fly på sydöstra Nya Guinea
- capitalis – Waigeo och Batantaöarna
- fumosa – Misool

Underarten fumosa inkluderas ofta i capitalis.

### Släktestillhörighet
Rostmussmygen placerades tidigare tillsammans med bergmussmygen och arten som tidigare kallades kastanjemussmyg i släktet Crateroscelis. DNA-studier visar dock att de två förra arterna står nära arten origma (Origma solitaria), medan "kastanjemussmygen" är mera släkt med busksmygarna i Sericornis.
Taxonomiska auktoriteten IOC har därför flyttat rostmussmygen och bergmussmygen till Origma, medan "kastanjemussmygen" förts tillsammans med flera andra busksmygar till det utbrytna slältet Aethomyias. Den senare liksom origman har även blivit tilldelade nya svenska trivialnamn, kastanjebusksmyg respektive klippmussmyg.

## Levnadssätt
Rostmussmygen hittas i skogar i låglänta områden och förberg. Där för den en tillbakadragen tillvaro i undervegetationen och hörs långt oftare än ses.

## Status och hot
Arten har ett stort utbredningsområde, men tros minska i antal, dock inte tillräckligt kraftigt för att den ska betraktas som hotad. Internationella naturvårdsunionen IUCN listar arten som livskraftig (LC).